# メルシィ!人生
『メルシィ!人生』（メルシィじんせい、Le Placard）は2001年のフランスのコメディ映画。
監督はフランシス・ヴェベール、出演はダニエル・オートゥイユとジェラール・ドパルデューなど。
リストラで会社をクビになりかけた中年男性が自らをゲイであると偽のカミングアウトをしたことから起こる騒動を描いている。
2007年に本作の舞台化作品『メルシィ! 僕ぅ?』（出演：明石家さんま、温水洋一他）が東京グローブ座（東京）とシアター・ドラマシティ（大阪）で上演された。

## ストーリー
リストラの危機にあった真面目なだけが取り柄の冴えない中年男フランソワ・ピニョンは、ゲイであると嘘をつけば差別で糾弾されることを恐れる会社が解雇を撤回するはずだと隣人ベロンからアドバイスされ、実際にその通りにしたところ、予想外の騒動が起きてしまう。
フランソワを目の敵にして退職に追い込もうとしていた人事部長のサンティニは、これまでの数々の差別的発言からクビになる可能性があると友人ギヨームらに指摘されたために、実はギヨームらのいたずらにもかかわらず、ギヨームの言う通りにフランソワと親しくしようと奮闘することになる。しかし、ランチに誘ったり、プレゼントを贈ったりするものの、フランソワとなかなか親しくなれないことにサンティニは精神的に追いつめられて行く。そして妻にも見捨てられたサンティニは、孤独に耐えられずにフランソワに同居を提案するが断わられたために暴れ出してしまう。結局、サンティニは精神を病んで入院することになる。しばらくして退院したサンティニは出社に恐怖心を抱くものの、フランソワの説得と導きで無事に職場に復帰する。
社長らは、自社がコンドームを主力商品としていることから、会社のイメージアップと宣伝を兼ねて、同性愛者によるパレードにフランソワを乗せた山車を参加させることを決める。引き受けざるを得ないフランソワが戸惑いながらもコンドーム型の帽子をかぶって山車に乗った姿がテレビ中継される。それを、離婚した妻クリスティーヌが引き取って育てていた年頃の息子フランクが偶然に目にしてしまう。それまではフランソワを完全にバカにして無視していたフランクだったが、ゲイとして堂々とテレビに映る父親の姿に感動し、自ら父親に会いに来て打ち解け合う。
一方、フランソワの女性上司ベルトランはフランソワの嘘を見抜いていたが、嘘をばらされることを恐れたフランソワがベロンのアドバイスに従って、ベルトランにセクハラされたと社長に訴えたことから、ベルトランはクビになってしまう。これに怒ったフランソワは社長に直談判し、ベルトランのクビを撤回させる。
以前はおとなしく、冴えない面白味のない男でしかなかったフランソワだったが、ゲイと嘘をついたことから、周囲の見る目が変わっただけでなく、フランソワ自身も変わって来ていた。その姿にベルトランは惹かれ、2人は一線を越える。そして、これまで別れた妻クリスティーヌに執着して彼女を忘れることが出来なかったフランソワは、久しぶりに再会したクリスティーヌの様子に、彼女が魅力のないつまらない女であることにようやく気付き、彼女と決別する。
また、社長はフランソワがベルトランと関係を持っている姿を目撃したことから、フランソワの嘘に気付くが、それとは無関係にフランソワという人間そのものを評価するようになる。
1年後、フランソワはベルトランと交際している。そして、1年前は社員全員での記念撮影で隅に追いやられて写ることも出来なかったフランソワだったが、今年は同じように隅ではあるものの堂々と写真に納まる。

## キャスト
※括弧内は日本語吹替
- フランソワ・ピニョン: ダニエル・オートゥイユ（安原義人） - コンドーム会社の社員。2年前に離婚。
- フェリックス・サンティニ: ジェラール・ドパルデュー（玄田哲章） - 人事部長。差別主義者でゲイ嫌い。
- ギヨーム: ティエリー・レルミット（小杉十郎太） - サンティニの友人。
- メユ・ベルトラン: ミシェル・ラロック（土井美加） - フランソワの女性上司。経理部長。
- コペル: ジャン・ロシュフォール（小川真司） - 社長。
- クリスティーヌ・ピニョン: アレクサンドラ・ヴァンダヌート（田中敦子） - フランソワの元妻。
- フランク: スタニスラス・クルヴィレン（浪川大輔） - フランソワとクリスティーヌの息子。
- ベロン: ミシェル・オーモン（稲垣隆史） - フランソワの隣人。かつてゲイであることを理由に会社をクビになった経験がある。

## 作品の評価
Rotten Tomatoesによれば、批評家の一致した見解は「素晴らしいキャストが揃った愉快なコメディ。」であり、80件の評論のうち高評価は85%にあたる68件で、平均点は10点満点中6.95点となっている。
Metacriticによれば、28件の評論のうち、高評価は23件、賛否混在は4件、低評価は1件で、平均点は100点満点中72点となっている。
アロシネによれば、フランスの23のメディアによる評価の平均は5点満点中3.6点となっている。